# Кучели
Кучели — деревня в Бежецком районе Тверской области. Входит в состав Филиппковского сельского поселения.

## География
Находится в восточной части Тверской области на расстоянии приблизительно 3 км по прямой на запад от районного центра города Бежецк.

## История
Деревня была отмечена еще на карте 1825 года. В 1859 году здесь (деревня Бежецкого уезда Тверской губернии) было учтено 24 двора, в 1978 — 25.

## Население
Численность населения: 157 человек (1859 год), 9 (русские 100 %) в 2002 году, 1 в 2010.